# Richard Kipkemboi Mateelong

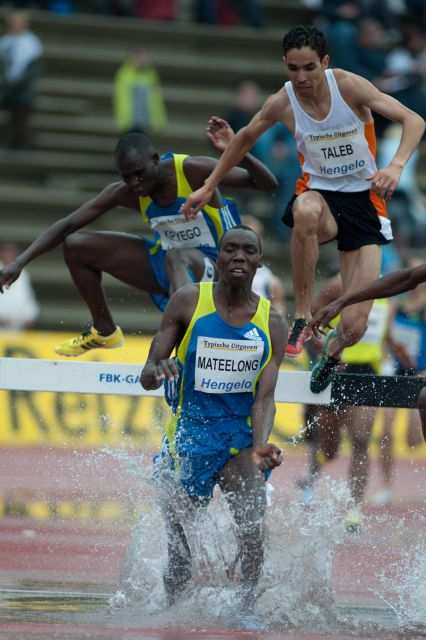
Richard Kipkemboi Mateelong bei den FBK-Games 2010

Richard Kipkemboi Mateelong (auch Matelong geschrieben; * 14. Oktober 1983 in Lenape bei Narok, Provinz Rift Valley) ist ein kenianischer Hindernisläufer.
Der Vizeafrikameister von 2004 belegte 2006 und 2007 beim Leichtathletik-Weltfinale den zweiten Platz.
Er gewann die Bronzemedaille bei den Leichtathletik-Weltmeisterschaften 2007 in Osaka und die Bronzemedaille bei den Olympischen Spielen 2008 in Peking. Bei den Weltmeisterschaften 2009 in Berlin gewann er mit neuer persönlicher Bestleistung die Silbermedaille. 2010 siegte er sowohl bei den Leichtathletik-Afrikameisterschaften in Nairobi als auch bei den Commonwealth Games in Neu-Delhi.
Richard Kipkemboi Mateelong gehört der Ethnie der Nandi an und ist bei der kenianischen Polizei angestellt. Er lebt hauptsächlich in Nyeri und trainiert in Nyahururu. Seit 2005 ist er verheiratet, seit 2006 Vater eines Sohnes.

## Persönliche Bestleistungen
| Disziplin        | Leistung    | Datum           | Ort            |
| ---------------- | ----------- | --------------- | -------------- |
| 3000 m Hindernis | 8:00,89 min | 20. August 2009 | Berlin         |
| 1500 m           | 3:41,79 min | 1. Mai 2005     | Rechberghausen |
| 3000 m           | 7:48,71 min | 16. Mai 2005    | Rehlingen      |
| 5000 m           | 13:30,4 min | 1. Juli 2006    | Nairobi        |
| 10.000 m         | 28:18,4 min | 26. Mai 2007    | Nairobi        |